# Halterofília als Jocs Olímpics d'estiu de 1924
Als Jocs Olímpics de 1924 celebrats a la ciutat de París (França) es disputaren cinc proves d'halterofília, totes elles en categoria masculina, entre els dies 21 i 23 de juliol de 1924.

## Nacions participants
Hi participaren un total de 107 halters de 16 nacions diferents:
| - Argentina (3) - Àustria (15) - Bèlgica (8) - Egipte (1) - Estònia (8) - França (14) - Itàlia (15) - Letònia (4) | - Luxemburg (4) - Països Baixos (3) - Portugal (1) - Regne Unit (10) - Suècia (5) - Suïssa (9) - Turquia (1) - Txecoslovàquia (6) |

## Resum de medalles
| Prova                            | Or                  | Plata             | Bronze            |
| Pes ploma – 60 kg detalls        | Pierino Gabetti     | Andreas Stadler   | Arthur Reinmann   |
| Pes lleuger – 67.5 kg detalls    | Edmond Decottignies | Anton Zwerina     | Bohumil Durdis    |
| Pes mitjà – 75 kg detalls        | Carlo Galimberti    | Alfred Neuland    | Jaan Kikkas       |
| Pes semipesant – 82,5 kg detalls | Charles Rigoulot    | Fritz Hünenberger | Leopold Friedrich |
| Pes pesant + 82,5 kg detalls     | Giuseppe Tonani     | Franz Aigner      | Harald Tammer     |

## Medaller
| Posició | País           | Or | Argent | Bronze | Total |
| 1       | Itàlia         | 3  | 0      | 0      | 3     |
| 2       | França         | 2  | 0      | 0      | 2     |
| 3       | Àustria        | 0  | 3      | 1      | 4     |
| 4       | Estònia        | 0  | 1      | 2      | 3     |
| 5       | Suïssa         | 0  | 1      | 1      | 2     |
| 6       | Txecoslovàquia | 0  | 0      | 1      | 1     |